# La Neuveville-sous-Montfort
La Neuveville-sous-Montfort és un municipi francès, situat al departament dels Vosges i a la regió del Gran Est. L'any 2007 tenia 172 habitants.

## Demografia

### Població
El 2007 la població de fet de La Neuveville-sous-Montfort era de 172 persones. Hi havia 72 famílies, de les quals 20 eren unipersonals (12 homes vivint sols i 8 dones vivint soles), 24 parelles sense fills i 28 parelles amb fills.
La població ha evolucionat segons el següent gràfic:
Habitants censats

### Habitatges
El 2007 hi havia 85 habitatges, 73 eren l'habitatge principal de la família, 7 eren segones residències i 5 estaven desocupats. 82 eren cases i 2 eren apartaments. Dels 73 habitatges principals, 66 estaven ocupats pels seus propietaris, 6 estaven llogats i ocupats pels llogaters i 1 estava cedit a títol gratuït; 1 tenia dues cambres, 6 en tenien tres, 30 en tenien quatre i 36 en tenien cinc o més. 52 habitatges disposaven pel capbaix d'una plaça de pàrquing. A 26 habitatges hi havia un automòbil i a 33 n'hi havia dos o més.

### Piràmide de població
La piràmide de població per edats i sexe el 2009 era:
| Homes | Edats   | Dones |
| ----- | ------- | ----- |
| 0     | 95 o +  | 0     |
| 0     | 90 a 94 | 0     |
| 4     | 85 a 89 | 0     |
| 0     | 80 a 84 | 4     |
| 0     | 75 a 79 | 0     |
| 0     | 70 a 74 | 4     |
| 4     | 65 a 69 | 4     |
| 4     | 60 a 64 | 0     |
| 4     | 55 a 59 | 8     |
| 12    | 50 a 54 | 12    |
| 4     | 45 a 49 | 4     |
| 8     | 40 a 44 | 4     |
| 0     | 35 a 39 | 0     |
| 4     | 30 a 34 | 8     |
| 4     | 25 a 29 | 0     |
| 0     | 20 a 24 | 4     |
| 8     | 15 a 19 | 0     |
| 0     | 10 a 14 | 0     |
| 0     | 5 a 9   | 4     |
| 0     | 0 a 4   | 8     |

## Economia
El 2007 la població en edat de treballar era de 114 persones, 84 eren actives i 30 eren inactives. De les 84 persones actives 81 estaven ocupades (46 homes i 35 dones) i 3 estaven aturades (1 home i 2 dones). De les 30 persones inactives 14 estaven jubilades, 7 estaven estudiant i 9 estaven classificades com a «altres inactius».

### Ingressos
El 2009 a La Neuveville-sous-Montfort hi havia 72 unitats fiscals que integraven 171 persones, la mediana anual d'ingressos fiscals per persona era de 16.715 €.

### Activitats econòmiques
Dels 2 establiments que hi havia el 2007, 1 era d'una empresa extractiva i 1 d'una empresa de transport.
L'any 2000 a La Neuveville-sous-Montfort hi havia 5 explotacions agrícoles.

## Poblacions més properes
El següent diagrama mostra les poblacions més properes.